# Orbignyna
Orbignyna, en ocasiones denominado erróneamente Orbignya, Orbignyina, D'Orbignyina y Dorbignyna, es un género de foraminífero bentónico de la subfamilia Pernerininae, de la familia Ataxophragmiidae, de la superfamilia Ataxophragmioidea, del suborden Ataxophragmiina y del orden Loftusiida. Su especie tipo es Orbignyna ovata. Su rango cronoestratigráfico abarca desde el Campaniense hasta el Maastrichtiense (Cretácico superior).

## Discusión
Clasificaciones previas incluían Orbignyna en el suborden Textulariina del orden Textulariida o en el orden Lituolida.

## Clasificación
Orbignyna incluye a las siguientes especies:
- Orbignyna asiatica †
- Orbignyna campanica †
- Orbignyna conica †
- Orbignyna dolosa †
- Orbignyna inflata †
- Orbignyna laffittei †
- Orbignyna lepida †
- Orbignyna ovata †
- Orbignyna pinguis †
- Orbignyna pyrei †
- Orbignyna ruegensis †
- Orbignyna sacheri †
- Orbignyna sherlocki †
- Orbignyna simplex †
- Orbignyna taurica †
- Orbignyna variabilis †

En Orbignyna se han considerado los siguientes subgéneros:
- Orbignyna (Ataxoorbignyna), aceptado como género Ataxoorbignyna
- Orbignyna (Lamina), aceptado como género Lamina